# Nové Strašecí
Nové Strašecí es una ciudad checa situada en la Bohemia Central en el distrito de Rakovník.

## Historia
La primera mención escrita del pueblo se encuentra en 1334, su nombre deriva del nombre original Strašice, que significa gente del pueblo Strachových. El rey Vladislav II la convirtió en ciudad en 1503 y le dio su escudo de armas y por ello aparece en él junto al león checo y una inicial "W" sobre fondo rojo. La ciudad es de nueva construcción ya que en 1553 se produjo un gran incendio que la destruyó y desde entonces posee el nombre de Nové (Nueva) Strašecí. En 1610 terminó la reconstrucción y como la población se hizo prostentante se produjeron enfrentamientos con el arzobispo de Praga. Durante la Guerra de los Treinta Años tenía unos 500 habitantes y en 1639 las tropas suecas saquearon la ciudad. Entre 1811 y 1812 se sufrieron dos incendios que destruyeron parte de la ciudad. En 1871 llegó el ferrocarril. desde 1960 pertenece al distrito de Rakovník.

## Lugares de interés
- Iglesia de la Natividad de María, se trata de un edificio que fue reconstruido en 1553 y 1707; con su aspecto actual data de las obras entre los años 1837 a 1840.
- Antiguo Ayuntamiento, después de la reubicación de la alcaldía de la ciudad en el antiguo edificio del Banco del Estado se ha convertido en una escuela de arte.
- Museo de Nové Strašecí, reconstruido en 2008, es una sucursal del museo TGM de Rakovník.
- Capilla de San Isidoro, data su construcción de 1711 aunque fue reformada en 1830.

Iglesia de la Natividad de María.
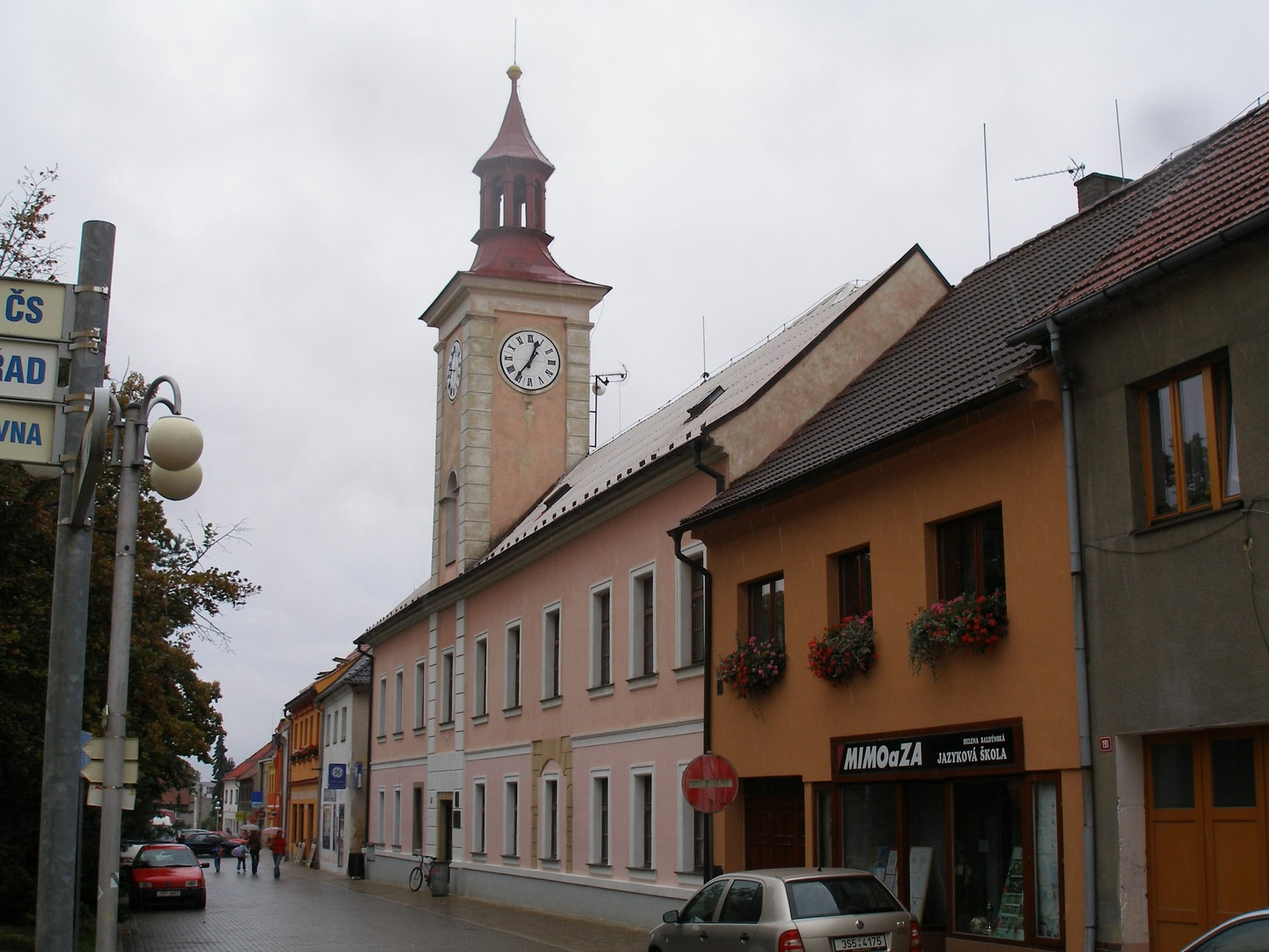
Antiguo Ayuntamiento
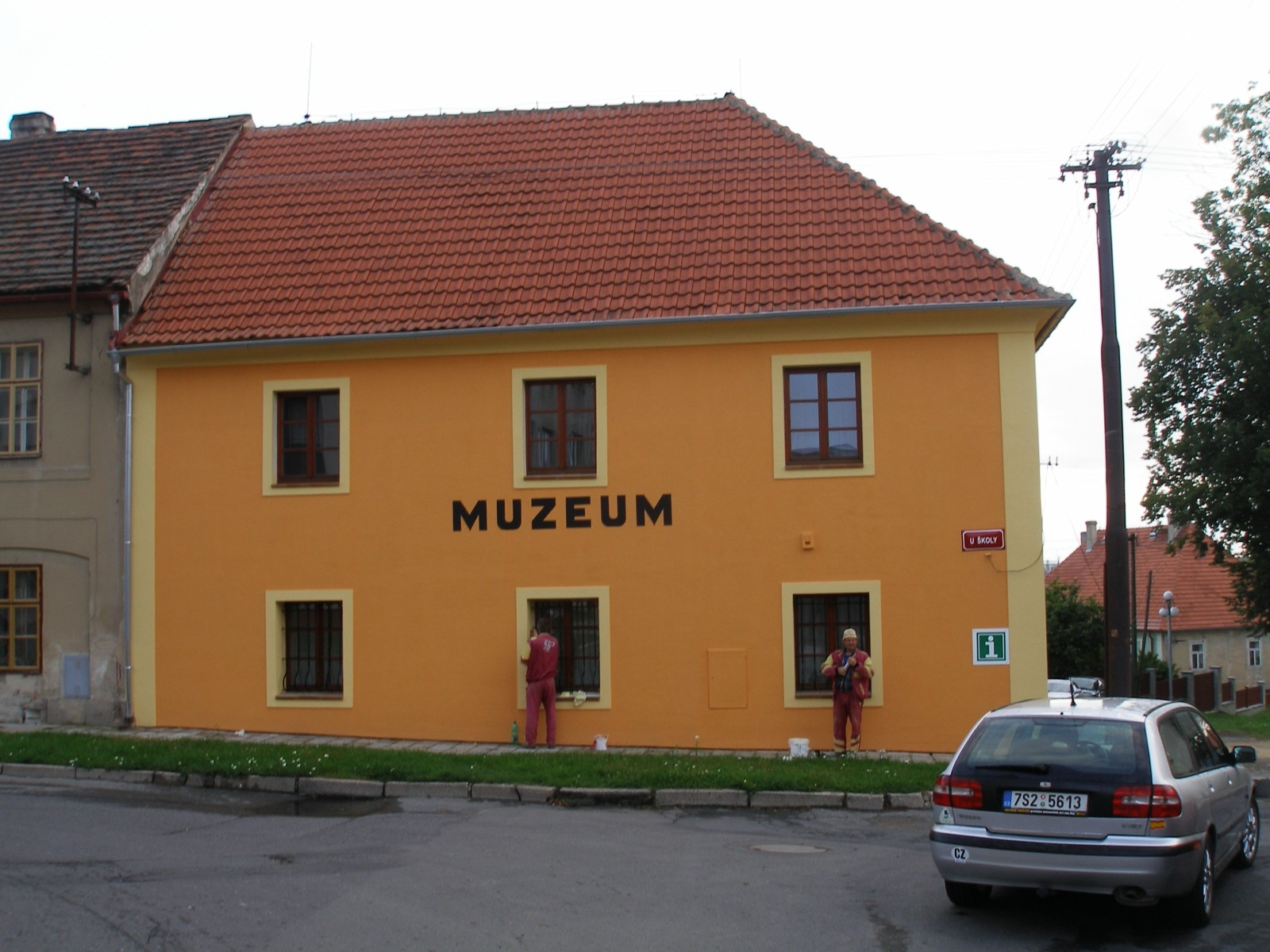
Museo.
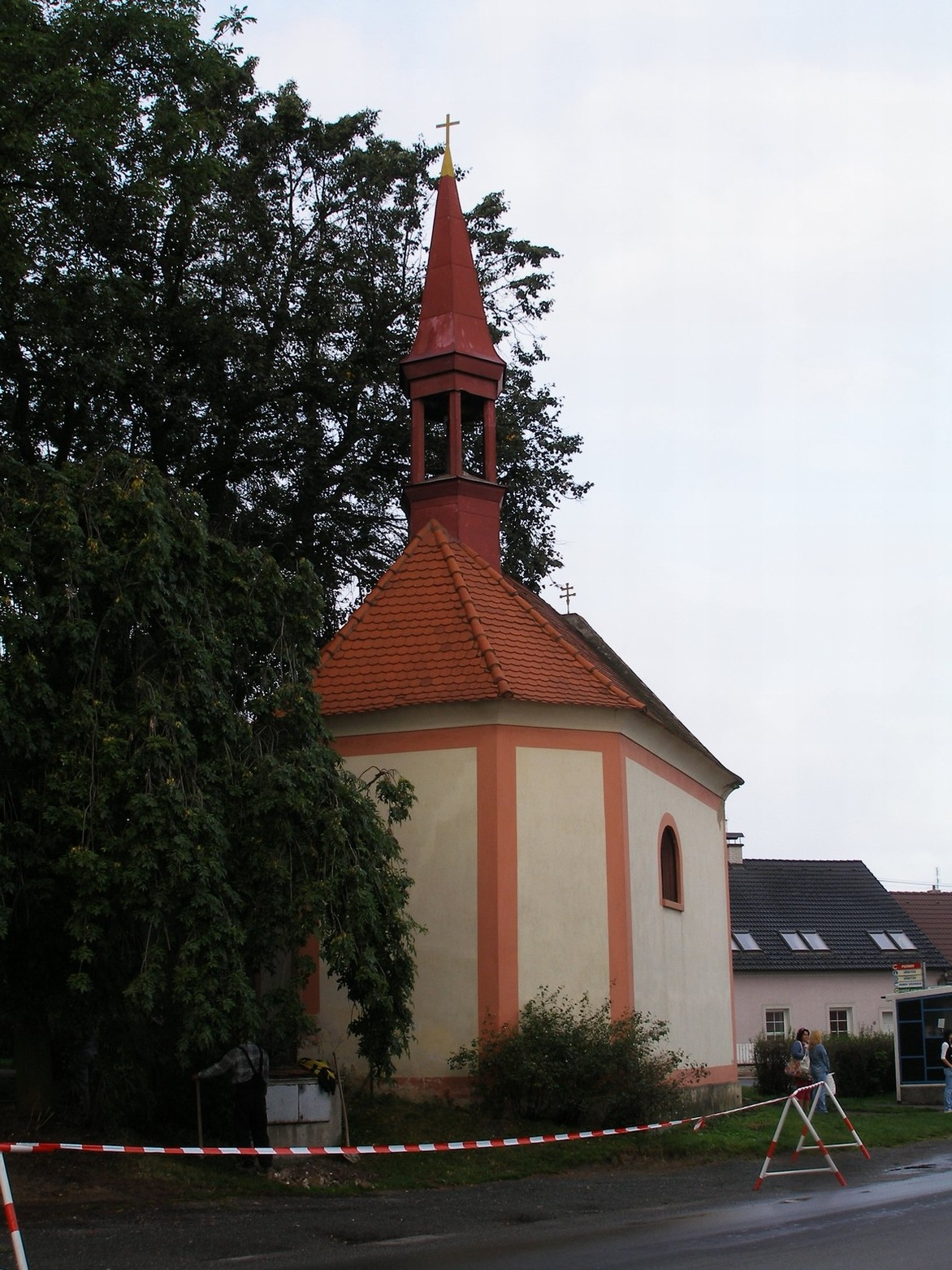
Capilla de San Isidoro.

## Ciudades hermanadas
- Bolaños de Calatrava, España
- Sierning, Austria
- Tönning, Alemania